# اشکفت شول
اشکفت شول مربوط به دوران فرادیرینه‌سنگی است و در شهرستان شیراز، بخش زرقان، دهستان بند امیر، ۲ کیلومتری شمال روستای شول واقع شده و این اثر در تاریخ ۳۰ بهمن ۱۳۸۶ با شمارهٔ ثبت ۲۰۷۶۲ به‌عنوان یکی از آثار ملی ایران به ثبت رسیده است.